# Гредіштянка
Гредіштянка (рум. Grădișteanca) — село у повіті Телеорман в Румунії. Входить до складу комуни Гелетень.
Село розташоване на відстані 63 км на південний захід від Бухареста, 26 км на північ від Александрії, 125 км на схід від Крайови.

## Населення
За даними перепису населення 2002 року, у селі проживала 241 особа, усі — румуни. Усі жителі села рідною мовою назвали румунську.